# Le Tigre
Le Tigre ist eine US-amerikanische feministische Rockband, bestehend aus den Mitgliedern Kathleen Hanna, Johanna Fateman und JD Samson. Als „Fröhliche Kämpferinnen“ wurden Le Tigre von Kerstin Grether bezeichnet. Auch wurden sie oft als Nachfolgerinnen der Riot-Grrrl-Bewegung beschrieben – von Kathleen Hanna heißt es, sie sei „probably the biggest proponent, educator, and symbol of riot grrrl, a ideology that refocused feminism in a specifically insurgent but playful way“. (deutsch: wahrscheinlich die größte Befürworterin, Erzieherin und Symbolfigur von Riot Grrrl, einer Ideologie, die den Feminismus auf eine spezifisch rebellische, aber spielerische Weise neu ausrichtete.).

## Bandgeschichte

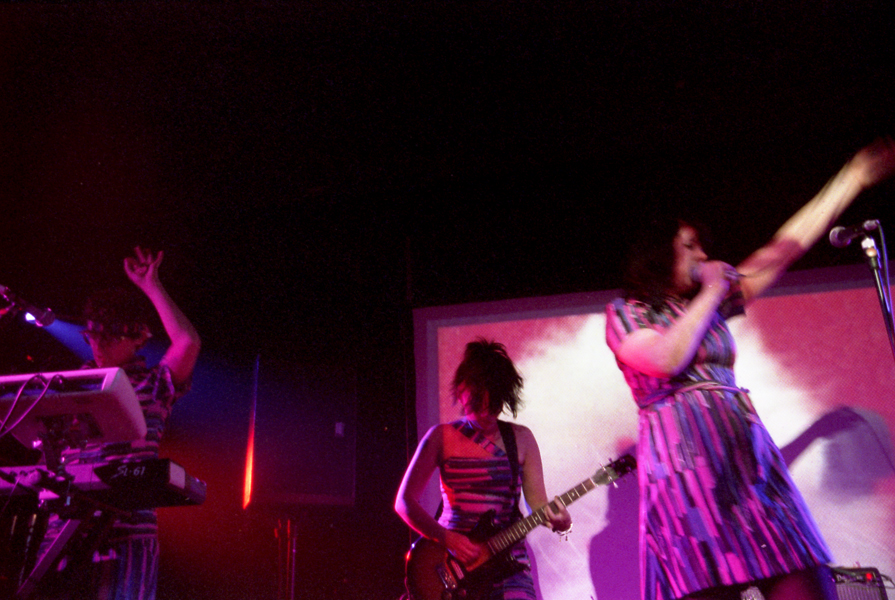
Le Tigre 2008

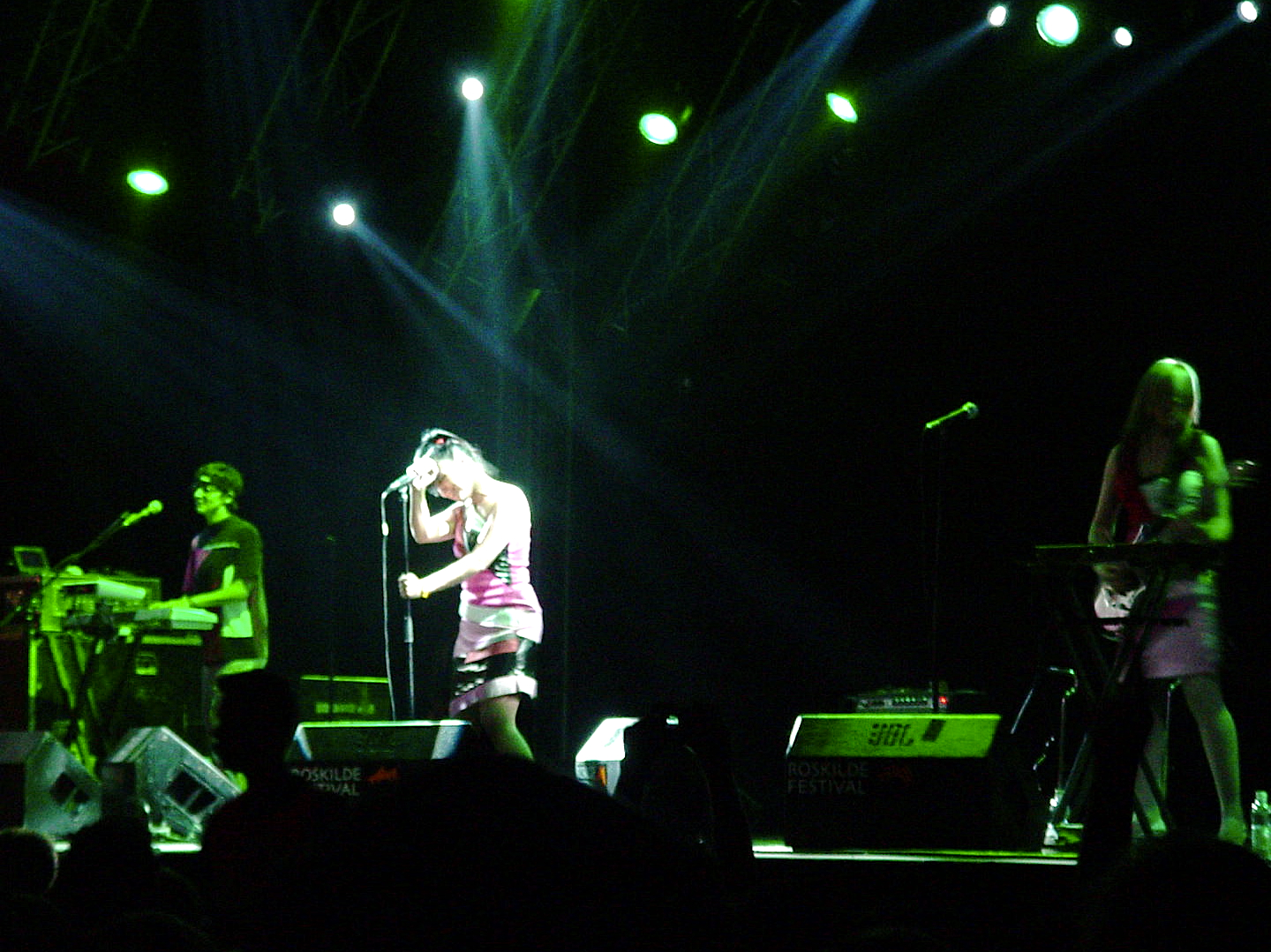
Le Tigre 2005 in Roskilde

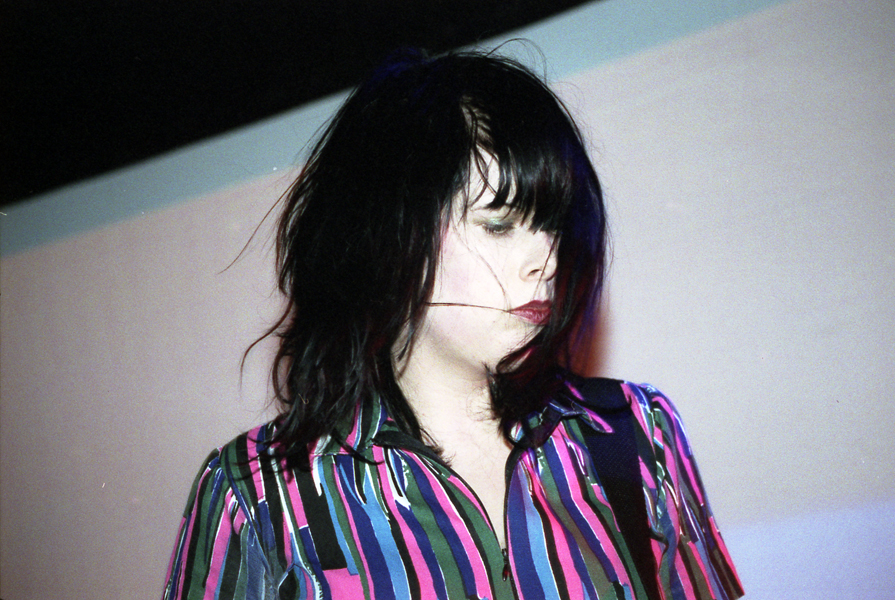
Johanna Fateman, 2008

Eigentlich als Livebegleitband für Kathleen Hannas Soloprojekt (Julie Ruin) gedacht, wurde Le Tigre 1998 von Ex-Bikini-Kill-Frontfrau Kathleen Hanna, Videofilmer Sadie Benning und DIY-Fanzine-Schreiberin Johanna Fateman als eigenständige Band gegründet. Die Musik ist eine Mischung aus Elementen von Punkrock und Elektronischer Musik. Die Texte transportieren meist feministische, queere oder allgemein politische Ansichten.
1999 erschien das erste, selbstbetitelte Album beim Label Mr. Lady Records. Einer ihrer bislang größten Hits Deceptacon stammt von diesem Album. In dem ebenfalls auf diesem Album vertretenen Titel Hot Topic zollen sie Dutzenden von Einflüssen, Künstlern und Aktivisten Tribut.
Nach der Veröffentlichung der EP From the Desk of Mr. Lady verließ Sadie Benning die Band, um an ihrer Filmkarriere weiterzuarbeiten. An ihre Stelle trat JD Samson.
Die Bandmitglieder betrachten sich dabei als Performance-Künstlerinnen und fügen ihren Live-Shows Multimedia- und Performance-Art-Elemente hinzu. Le Tigre versuchen ihre gesellschaftspolitischen Überzeugungen auch im bandinternen Gefüge umzusetzen: Jedes Mitglied übernimmt prinzipiell und insbesondere live jede Funktion, das heißt, es gibt keine feste Rollenzuweisung, wie etwa Gitarre, E-Bass, Gesang, Schlagzeug bei klassischen Rockformationen. Kam es früher noch vor, dass Le Tigre aufgrund ihres feministischen Engagements Konzerte ausschließlich vor weiblichem (lesbischwulen) Publikum spielten, so trat dieser subkulturelle Aspekt ihrer Auftritte mit wachsender Popularität zunehmend in den Hintergrund. Ihrer Eigenschaft als Identifikationsfiguren und Vorbilder hat diese Entwicklung allerdings keinen Abbruch getan.
Nach der Auflösung des queer-feministischen Plattenlabels Mr. Lady Records wechselten Le Tigre zum Major-Label Universal Music. Das dort erschienene Album This Island konnte zwar vom Umsatz aus betrachtet an alte Erfolge anknüpfen, wurde aber von Kritikern und Fans zum Teil zwiespältig aufgenommen.
2011 erschien die Dokumentation Who Took the Bomp? Le Tigre on Tour: Kerthy Fix hatte die Band 2004 auf ihrer This Island-Abschiedstour begleitet und den Film, der auf Festivals zu sehen war und auch als DVD veröffentlicht wurde, gedreht.
2021 kam es zu einem Rechtsstreit über den Song Deceptacon aus dem Jahr 1999: Barry Mann wollte geltend machen, Le Tigre hätten seinen 1961er-Titel Who Put the Bomp plagiiert. Die Zeitschrift Rolling Stone zitiert Kathleen Hanna und Johanna Fateman: “‘Deceptacon,’ which we wrote more than two decades ago, bears no resemblance to the song he [= Barry Mann] wrote with [Gerry] Goffin in tone, melody, arrangement, or style. The lyrics that Mann claims to be theirs are not protectable by copyright, because they are not original to the song” (deutsch: Deceptacon, das wir vor mehr als zwei Jahrzehnten geschrieben haben, hat keine Ähnlichkeit mit dem Song, den er [= Barry Mann] mit [Gerry] Goffin geschrieben hat, was Ton, Melodie, Arrangement oder Stil angeht. Der Text, von dem Mann behauptet, er gehöre ihm, ist urheberrechtlich nicht schützbar, da er kein Original des Songs ist), und weiter: “Le Tigre didn’t need Mann’s permission to release ‘Deceptacon’ in 1999, and we won’t stand for his threats now.” (deutsch: Le Tigre brauchten 1999 nicht die Erlaubnis von Mann, um „Deceptacon“ zu veröffentlichen, und wir werden seine Drohungen auch jetzt nicht hinnehmen.)

## Diskografie

### Studioalben
- 1999: Le Tigre (Mr. Lady Records)
- 2002: Feminist Sweepstakes (Mr. Lady Records)
- 2004: This Island (Universal/Chicks on Speed)

### EPs
- 2001: Remix 12″ (Mr. Lady Records)
- 2001: From the Desk of Mr. Lady (Mr. Lady Records)
- 2002: Remixes (Mr. Lady Records)
- 2005: This Island Remixes (Chicks on Speed)

### Livealben
- 2005: Morning Becomes Eclectic (KCRW Live) (Universal)
- 2012: Live!!! (Le Tigre Records)

### Singles
- 1999: Hot Topic
- 1999: Deceptacon (UK: Silber)[8]
- 2004: Nanny Nanny Boo Boo (Junior Senior Remix)
- 2004: New Kicks
- 2005: After Dark
- 2005: TKO
- 2006: My Number One / Deceptacon (Split-Single mit Goldfrapp)
- 2016: I’m with Her